# Дыми (посёлок при железнодорожной станции)
Дыми — посёлок при станции в Большедворском сельском поселении Бокситогорского района Ленинградской области.

## История

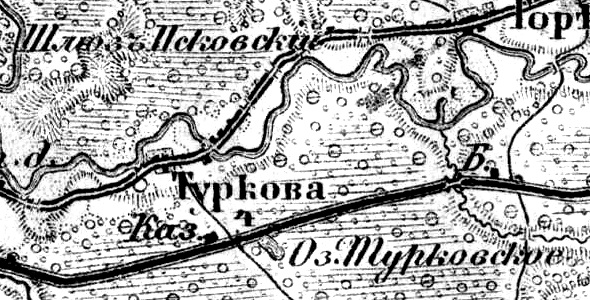
Деревня Дыми на карте 1913 года

Согласно карте Новгородской губернии 1913 года, на месте современного посёлка находилась железнодорожная казарма.
По данным 1966 и 1973 годов посёлок при станции Дыми входил в состав Галичского сельсовета.
По данным 1990 года посёлок при станции Дыми входил в состав Большедворского сельсовета.
В 1997 году в посёлке при станции Дыми Большедворской волости проживали 8 человек, в 2002 году — 7 человек (все русские).
В 2007 году в посёлке при станции Дыми Большедворского СП проживали 5 человек, в 2010 году — 6.

## География
Находится в северо-западной части района у железнодорожной платформы Дыми, к югу от автодороги 41К-036 (Галично — Харчевни).
Расстояние до административного центра поселения — 7 км.

## Демография
| 1997 | 2002 | 2007 | 2010 | 2017 |
| ---- | ---- | ---- | ---- | ---- |
| 8    | ↘7   | ↘5   | ↗6   | ↘3   |